# Rooigem

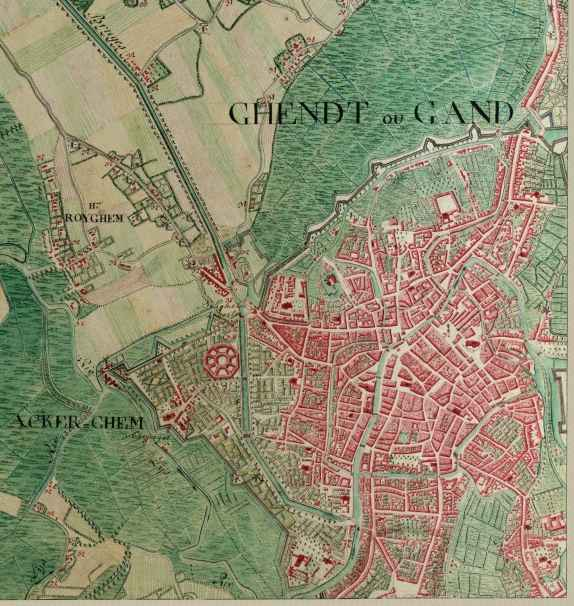
Op de Ferrariskaart is ten noordwesten van Gent, de wijk Royghem te zien

Rooigem is een wijk en voormalig gehucht in de Belgische stad Gent, hoofdstad van de provincie Oost-Vlaanderen. De wijk ligt drie kilometer ten noordwesten van het stadscentrum, is ongeveer 0,75 km² groot en wordt begrensd door de Brugsevaart, de deelgemeente Mariakerke, het natuurgebied Bourgoyen-Ossemeersen, de Drongensesteenweg en de R40 (de "kleine ring").
Rooigem wordt vaak in één adem genoemd met de aangrenzende wijk Brugse Poort. Beide behoren tot de negentiende-eeuwse gordel rond het stadscentrum. Rooigem, de Brugse poort en het aangrenzende "eiland" Malem vormen samen "Wijk 8" op bestuurlijk niveau.

## Geschiedenis
Rooigem was oorspronkelijk een klein landbouwersgehucht buiten de stad. De kern ervan lag ter hoogte van de huidige Peerstraat. Het uitzicht van de nu dichtbevolkte buurt werd tot de 19de eeuw bepaald door akkers, een handvol boerderijen en een tiental windmolens. Rooigem ontwikkelde zich langsheen de Brugse steenweg, een Romeinse heirbaan die ooit Brugge verbond met Keulen. Ten westen liep een arm van de Leie en lag een meersengebied, de huidige Bourgoyen-Ossemeersen.
Van 1613 tot 1625 werd het kanaal de Brugsevaart gegraven. Het gebied gelegen voor de Brugse Poort kreeg hierdoor een eigen vesting met militaire bolwerken. In 1752 werd het kanaal met de binnenstedelijke Leie verbonden via de Coupure waardoor het gebied verder ontsloten werd. Het gehucht staat aangeduid op de Ferrariskaart uit de jaren 1770 als "Royghem".
De Industriële revolutie in tweede helft van de 19de eeuw was van kapitaal belang voor de ontwikkeling van wijk. De Atlas der Buurtwegen uit de helft van die eeuw toont hier het gehucht "Roygem", nog steeds met verspreide bebouwing. Het afschaffen van de "octrooirechten" (tolheffing) en de afkondiging van de gemeentewet maakten economische activiteiten buiten de stadsomwalling interessant, waardoor het gebied economisch ontwikkeld werd. Meerdere grote bedrijven, vooral textielfabrikanten, vestigden er zich.
In 1897 werd de Rooigemdreef, de huidige Rooigemlaan, aangelegd op vraag van industriëlen om de bedrijven rond de Brugsevaart beter bereikbaar te maken. Met de aanleg van deze laan werd Rooigem (weer) afgesneden van de Brugse Poortwijk. De Rooigemlaan maakt momenteel deel uit van de kleine stadsring R40. Over de middenberm liep vroeger een tramspoor.
Na de Tweede Wereldoorlog klapte de textielindustrie volledig in elkaar. Het ene bedrijf na de andere verliet de wijk. Met hen vertrok een aanzienlijk deel van de autochtone Gentenaars, op zoek naar werk en meer wooncomfort. Tal van nieuwkomers (studenten, migranten, asielzoekers...), aangetrokken door de goedkope woningen, namen hun plaats in.
In de naoorlogse periode werd een tuinwijk ontwikkeld aan de Brugsesteenweg, de Werkliedenkolonie, opgericht door de Gentse Maatschappij voor Goedkope Woningen. In de volksmond werd dit "De Blokken" genoemd, naar het toenmalige uitzicht van de woonkazernes. De Blokken werden in februari 1999 afgebroken. In hun plaats komt het Malpertuus-project: 4 appartementsblokken en 100 eengezinswoningen. De bouw van de blokken startte in startte 2000, de verwachte oplevering van de laatste woningen is 2016.
In de Peerstraat bevindt zich het Zwembad Rooigem.

### Koningsdal

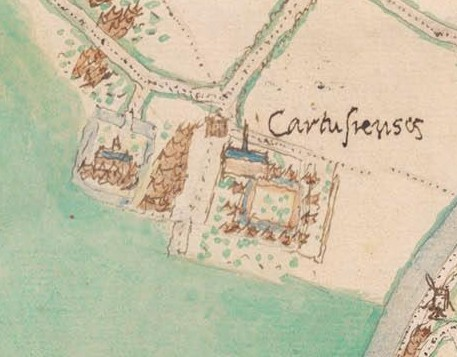
Het klooster Koningsdal (detail op de kaart van Gent door Jacob van Deventer uit 1566)

In 1328 werd in de buurt het Kartuizerklooster Koningsdal opgericht, door Simon Willebaert. Het klooster werd een machtsfactor van belang. De beeldenstorm teisterde de plek een eerste maal in 1566. Calvinisten verwoestten het klooster compleet in 1578. Het werd later heropgebouwd in de stad zelf, nabij de huidige straat Meerhem. Twee eeuwen later in 1783 werd het verarmde klooster opgeheven door keizer Jozef II. Enkel een lokale straatnaam (Koningsdal) herinnert nog aan het klooster.

## Bezienswaardigheden
- De Sint-Theresia van het kind Jezuskerk
- In de buurt werd in de vroege 14de eeuw de allereerste hoosmolen ooit gebouwd. Dit is een windmolen die ingezet wordt voor afwaterings- en inpolderwerken. Dit molentype werd een eeuw later door Vlaamse geestelijken naar Zeeland en Holland geëxporteerd voor het realiseren van grootschalige inpolderingswerken. Met de Gentse hoosmolen werd het moerasgebied Bourgoyenmeersen grotendeels drooggelegd. De restanten van de molen zijn nog steeds te bezichtigen.

Deelgemeenten: Afsnee · Desteldonk · Drongen · Gent · Gentbrugge · Ledeberg · Mariakerke · Mendonk · Oostakker · Sint-Amandsberg · Sint-Denijs-Westrem · Sint-Kruis-Winkel · Wondelgem · Zwijnaarde

Overige dorpen, gehuchten en wijken:
Belgische gemeenten · Arrondissement Gent · Oost-Vlaanderen · Vlaanderen